# Albrecht Mahr
Albrecht Mahr (* 1943) ist Arzt, Psychoanalytiker, Psychotherapeut, Systemaufsteller und Autor. Internationale Beachtung hat er durch die Initiierung Internationaler Kongresse zum Thema Friedens- und Versöhnungsarbeit gewonnen.
Albrecht Mahr hat viele Jahre als klinischer Lehr- und Kontrollanalytiker gearbeitet sowie in einer eigenen psychotherapeutischen Praxis. Seit 1990 arbeitet er mit Systemaufstellungen in der Tradition von Bert Hellinger. Zwischen 2001 und 2011 fand eine von Albrecht Mahr initiierte und dem Kongressmanagement Brigitta Mahr organisierte Kongress- und Veranstaltungsreihe in Würzburg statt, die sich als Beitrag zur Lösung von Großgruppenkonflikten versteht. Mahr ist 1. Vorsitzender des von ihm mitgegründeten Internationalen Forums Politische Aufstellungen.
Auf Mahr (2003) wird die Bezeichnung „Wissendes Feld“ innerhalb der Aufstellungsarbeit zurückgeführt. Durch Albrecht Mahr erhielten Politische Aufstellungen internationale Bedeutung. An der Universität Innsbruck unterrichtete er Politische Aufstellungen im Rahmen der UNESCO Chair Peace Studies programme.
Eine der Initiativen, die sich aufgrund seiner Kongresstätigkeit gebildet haben, ist Friendship Across Borders e.V. (FAB). Dieser Verein wurde von Brigitta Mahr 2003 ins Leben gerufen und von Albrecht Mahr gefördert. Der Verein hat unter der Leitung von Brigitta Mahr das sogenannte Peace Carrier Training entwickelt, das sich der Förderung von Frieden und Verständigung zwischen jungen Erwachsenen im Alter zwischen 20 und 27 Jahren aus Deutschland, Israel und Palästina widmet.